# Simsholmskanalen

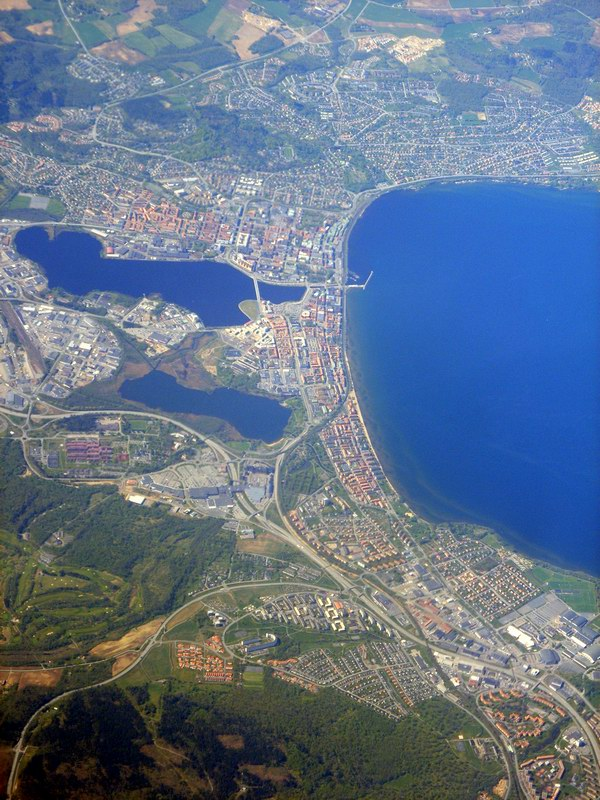
Flygbild från öster. Simsholmskanalen ligger i den vänstra gröna remsan mellan småsjöarna.

Simsholmnskanalen är en grävd kanal mellan Rocksjön och Munksjön i Jönköping.
Rocksjöån är det enda naturliga utloppet från Rocksjön, men på 1930-talet kompletterades Rocksjöån av Simsholmskanalen för att – tillsammans med inpumpat vatten från Vättern via via Liljeholmskanalen – öka genomströmningen av vatten genom de mindre sjöarna Rocksjön och Munksjön till Vättern. Syftet var att öka syresättningen i den kraftigt förorenade Munksjön.
Den omkring en kilometer långa Simsholmskanalen grävdes i sydvästlig riktning från platsen för Rocksjöns utlopp i Rocksjöån. Den blev färdig 1961. 
Simsholmskanalen börjar vid Rocksjön på samma ställe som Rocksjöån, men går åt sydväst mot Simsholmen och inte åt nordväst. Kanalen ligger beträffande ungefär halva sträckan inom Rocksjöns naturreservat. Den omges där av en bård av blandlövsumpskog och lövrik myrmark. Den går som en öppen kanal den större delen av sin sträcka, men är kulverterad i den sydvästra delen ungefär 200 meter, bland annat under Herkulesvägen. De sista 50 metrarna före utloppet i Munksjön strax söder om Simsholmens avloppsverk går kanalen åter öppen. 